# NHL Entry Draft 1989
NHL Entry Draft 1989 był 27. draftem NHL w historii. Odbył się w dniach 17 czerwca w Metropolitan Sports Center w Bloomington.

## Draft 1989

### Runda 1
| #  | Zawodnik            | Narodowość        | Drużyna NHL         | Klub macierzysty             |
| -- | ------------------- | ----------------- | ------------------- | ---------------------------- |
| 1  | Mats Sundin (C)     | Szwecja           | Quebec Nordiques    | Nacka HK                     |
| 2  | Dave Chyzowski (LS) | Kanada            | New York Islanders  | Kamloops Blazers (WHL)       |
| 3  | Scott Thornton (C)  | Kanada            | Toronto Maple Leafs | Belleville Bulls (OHL)       |
| 4  | Stu Barnes (C)      | Kanada            | Winnipeg Jets       | Tri-City Americans (WHL)     |
| 5  | Bill Guerin (PS)    | Stany Zjednoczone | New Jersey Devils   | Springfield Olympics (NEJHL) |
| 10 | Bobby Holík (C)     | Czechosłowacja    | Hartford Whalers    | Dukla Jihlava                |
| 19 | Olaf Kölzig (B)     | RFN               | Washington Capitals | Tri-City Americans (WHL)     |

### Runda 2
| #  | Zawodnik           | Narodowość | Drużyna NHL         | Klub macierzysty |
| -- | ------------------ | ---------- | ------------------- | ---------------- |
| 34 | Patrik Juhlin (LS) | Szwecja    | Philadelphia Flyers | Västerås IK      |

### Runda 3
| #  | Zawodnik             | Narodowość | Drużyna NHL       | Klub macierzysty      |
| -- | -------------------- | ---------- | ----------------- | --------------------- |
| 53 | Nicklas Lidström (O) | Szwecja    | Detroit Red Wings | Västerås IK           |
| 62 | Kris Draper (C)      | Kanada     | Winnipeg Jets     | Kadra narodowa Kanady |

### Runda 4
| #  | Zawodnik              | Narodowość     | Drużyna NHL       | Klub macierzysty |
| -- | --------------------- | -------------- | ----------------- | ---------------- |
| 70 | Robert Reichel (C)    | Czechosłowacja | Calgary Flames    | CHZ Litvínov     |
| 74 | Siergiej Fiodorow (C) | ZSRR           | Detroit Red Wings | CSKA Moskwa      |
| 78 | Josef Beránek (C)     | Czechosłowacja | Edmonton Oilers   | CHZ Litvínov     |

### Runda 6
| #   | Zawodnik          | Narodowość | Drużyna NHL       | Klub macierzysty                    |
| --- | ----------------- | ---------- | ----------------- | ----------------------------------- |
| 113 | Pawieł Bure (PS)  | ZSRR       | Vancouver Canucks | CSKA Moskwa                         |
| 116 | Dallas Drake (PS) | Kanada     | Detroit Red Wings | Northern Michigan University (NCAA) |

### Runda 9
| #   | Zawodnik             | Narodowość | Drużyna NHL      | Klub macierzysty |
| --- | -------------------- | ---------- | ---------------- | ---------------- |
| 169 | Wiaczesław Bykow (C) | ZSRR       | Quebec Nordiques | CSKA Moskwa      |

### Runda 10
| #   | Zawodnik              | Narodowość | Drużyna NHL           | Klub macierzysty |
| --- | --------------------- | ---------- | --------------------- | ---------------- |
| 190 | Andriej Chomutow (PS) | ZSRR       | Quebec Nordiques      | CSKA Moskwa      |
| 191 | Władimir Małachow (O) | ZSRR       | New York Islanders    | CSKA Moskwa      |
| 196 | Artur Irbe (B)        | ZSRR       | Minnesota North Stars | Dinamo Ryga      |

### Runda 11
| #   | Zawodnik                  | Narodowość | Drużyna NHL       | Klub macierzysty |
| --- | ------------------------- | ---------- | ----------------- | ---------------- |
| 221 | Władimir Konstantinow (O) | ZSRR       | Detroit Red Wings | CSKA Moskwa      |

### Runda 12
| #   | Zawodnik              | Narodowość | Drużyna NHL           | Klub macierzysty |
| --- | --------------------- | ---------- | --------------------- | ---------------- |
| 238 | Hiełmut Bałderis (PS) | ZSRR       | Minnesota North Stars | Dinamo Ryga      |

Legenda: B – bramkarz, O – obrońca, C – center, LS – lewoskrzydłowy, PS – prawoskrzydłowy.